# Johannisbergs säteri
Johannisbergs säteri ligger vid sjön Lien i norra Motala kommun, Östergötlands län. 

## Historik
Gården hette tidigare Hagewik och tillhörde vid 1600-talets mitt Louis De Geer. Denne lät troligen uppföra en mangårdsbyggnad med två flyglar, som han sedan använde som jaktslott. 1654 köptes gården av Adolf Fredrik Schletzer för 6 541 riksdaler. Hans änka kom att gifta om sig med skotskättade Johan Orcharton, som utvecklade säterirättigheterna för gården. Kring 1730 återköpte Louis De Geers sonson Jean (även Johan, Johannis) Hagewik till släkten De Geer.  Han uppförde den nuvarande huvudbyggnaden och gav säteriet namnet Johannisberg. Gården gick i ätten de Geers ägo fram till 1811. 1989 blev gården byggnadsminnesförklarat. 
Vid en renovering av gästflygeln upptäcktes teckningar och texter som troligtvis är gjorda av Carl August Ehrensvärd. 